# Trevor Lawrence (perkusista)
Trevor Lawrence Junior (ur. 17 lutego 1974), znany również jako TrevBeats, to amerykański perkusista rhythmandbluesowy. Lawrence współpracował z takimi wykonawcami jak Snoop Dogg, Alicia Keys, Mariah Carey, Lionel Richie, Stevie Wonder, Dizzy Gillespie, Ashanti, Jennifer Lopez, Taj Mahal, Dr. Dre, Macy Gray czy The Temptations. Jest współautorem piosenki I'm So Excited.
Syn saksofonisty jazzowego Trevora Lawrencea Seniora i wokalistki Lyndy Laurence.